# Мальчик (фильм, 1969)
«Мальчик» (яп. 少年) — кинофильм режиссёра Нагисы Осимы, вышедший на экраны в 1969 году.

## Сюжет
Фильм основан на реальном случае, получившем широкую известность в середине 1960-х годов. 10-летний мальчик путешествует по всей Японии с родителями и 3-летним братом. Поскольку отец считает себя инвалидом вследствие ранения на войне и не желает искать работу, семья вынуждена заниматься мошенничеством: сначала мать, а вскоре мальчик имитируют дорожные происшествия, бросаясь под колеса автомобилей, и затем берут с не желающих иметь дело с полицией водителей компенсацию. 
Фильм содержит ряд стилистических экспериментов, характерных для творчества Осимы: обращение к чёрно-белому изображению в ряде эпизодов; сознательное разобщение изображения и музыкального сопровождения; построение кадра, при котором персонажи оказываются у края экрана, для создания чувства отчужденности от их переживаний и т.д.

## В ролях
- Тэцуо Абэ — мальчик
- Фумио Ватанабэ — отец
- Акико Кояма — мать
- Цуёси Киносита — младший брат

## Награды
- 1970 — премия журнала «Кинэма Дзюмпо» за лучший сценарий (Цутому Тамура).
- 1970 — две премии «Майнити»: лучший сценарий (Цутому Тамура) и лучшая актриса второго плана (Акико Кояма).